# 올렉산드르 카미신
올렉산드르 미콜라요비치 카미신(우크라이나어: Олександр Миколайович Камишін; 1984년 7월 2일 출생)은 2023년 3월 21일부터 2024년 9월 4일까지 전략산업부 장관을 지낸 전 우크라이나 정치인이다. 그는 2021년 8월부터 2023년 2월 말까지 국영 우크라이나 철도의 CEO였다.

## 생애
올렉산드르 카미신은 1984년 7월 2일 소련 우크라이나 SSR의 키이우에서 태어났다. 그는 2001년부터 2007년까지 이호르 시코르스키 키이우 폴리테크닉 인스티튜트에서 금융학을 전공했다. 2006년 그는 KPMG에서 감사인으로 전문 경력을 시작했으며, 2008년에 회사를 떠났다. 2008년부터 2012년까지 그는 키이우 오토바이 공장의 총책임자였으며, 동시에 투자 관리 회사인 드래곤 캐피탈에서도 근무했다. 2012년 카미신은 SCM 홀딩스의 투자 관리자가 되었다.
카미신은 2019년에 SCM을 떠났다. 2020년 1월 카미신은 포티오르 캐피탈의 매니징 파트너가 되었다.
2021년 8월 11일, 카미신은 국영 우크라이나 철도의 CEO 대행으로 임명되었다. 당시 그는 우크라이나 인프라부 장관 올렉산드르 쿠브라코우의 고문이었다. 그는 2022년 3월에 정식 CEO로 임명되었다. 카미신은 2022년 러시아의 우크라이나 침공 동안 우크라이나 열차를 계속 운행하여 전 세계적인 인정을 받았다. 카미신은 2023년 2월 말 CEO 자리에서 사임하고 우크라이나 철도의 유럽 통합 사무소 책임자가 되었다. 2023년 3월 3일, 그는 우크라이나 대통령 볼로디미르 젤렌스키의 비상임 고문으로 임명되었다.
2023년 3월 20일, 우크라이나 의회는 데니스 시미할 총리가 카미신을 전략산업부 장관으로 임명해 달라는 제출을 받았다. 2023년 3월 21일 그는 이 직책에 임명되었다.
2024년 9월 4일, 카미신이 전략산업부 장관직을 사임했다고 발표되었다.
2024년 9월 26일 우크라이나 내각은 카미신을 JSC "우크르잘리즈니차"의 감독 이사회 위원으로 임명했다.

## 우크라이나 전략산업부 장관으로서의 활동
올렉산드르 카미신은 취임 후 첫 100일간의 보고에서 2023년 6월 한 달 동안 우크라이나 방위 산업이 2022년 전체보다 몇 배나 많은 제품을 생산했다고 강조하며 중요한 성과를 언급했다.
생산 능력은 점진적이지만 상당히 증가하고 있으며, 카미신은 전략산업부에 젊고 진보적인 지도자들로 팀을 꾸렸다. 그는 우크라이나 방위산업 개혁을 시작하여 국영 기업을 주식회사로 전환하고 있으며, 국영 기업들은 사업체로 전환되고 있다. 이러한 구조조정은 외국 기업과의 합작 투자를 가능하게 한다.

장관은 방위 산업의 민간 부문을 지원하는 정책을 적극적으로 추진하며 국가 독점을 피해야 할 필요성을 강조한다. 
카미신은 더 가디언과의 인터뷰에서 "2021년에는 해당 부문의 80%가 국영이었지만, 지금은 약 50/50이다. 5년 후에는 민간 부문이 80/20의 비중을 차지해야 한다"고 말했다.
그에 따르면 우크라이나는 현재 "자유 세계의 무기고"를 건설하고 있다.
포병 및 박격포탄 생산이 증가하고 있으며, 민간 UAV 제조업체 수가 눈에 띄게 증가하고 있다. 가을에는 약 200개의 제조업체가 있었고, 10월까지는 드론 생산이 100배 증가했다.
11월 현재 카미신은 2022년 대비 군사 제품 생산이 세 배 증가했으며, 2024년에는 여섯 배 성장할 것으로 예측한다. 우크라이나 방위 산업은 현재 30만 명 이상의 인력을 고용하고 500개 이상의 기업이 참여하고 있다(2023년 10월 기준 자료).

### 국제 협력
카미신은 합작 투자 설립을 지지하며, 우크라이나와의 협력은 자선이 아니라 상호 이익이 되는 파트너십이라고 주장한다.
2023년 9월 18~20일. 우크라이나 전략산업부는 첫 번째 프랑스-우크라이나 공동 방위 산업 세미나를 개최했다. 이 부처의 조직 파트너는 프랑스 국방 및 육상 안보 협회(GICAT)였다. 이 세미나에는 35개 이상의 프랑스 기업과 약 80개의 우크라이나 기업 및 산업 비즈니스 협회, 국방 기술 지원 클러스터, 우크라이나 국방 및 안보 부문 대표, 외교단이 참석했다.
2023년 9월 22일, 볼로디미르 젤렌스키 우크라이나 대통령 참석 하에 우크라이나 전략산업부, 글로벌 국방 산업 연합(Global Defense Industrial Alliance), 애리조나 국방 산업 연합(Arizona Defense Industrial Coalition), 유타 항공우주 및 국방 협회(Utah Aerospace and Defense Association) 간의 협력 및 공동 프로젝트 개발 양해각서가 체결되었다. 이 문서는 국방 산업 및 재건 분야 프로젝트 이행에 대한 협력을 규정한다. GDIA는 우크라이나 측과 우크라이나에 생산 시설을 건설하는 데 관심 있는 미국 방위 기업 간의 유대 관계 구축 및 협력 발전을 보장할 것으로 기대된다.
9월 29일, 키이우에서는 첫 국제 방위 산업 포럼(DFNC1)이 개최되었으며, 30개국 이상에서 전체 범위의 무기, 군사 장비 및 방어 시스템을 생산하는 252개 기업이 참여했다. 이 포럼은 전략산업부, 국방부, 외교부 세 부처가 공동으로 조직했다. DFNC1의 핵심 슬로건은 "함께 자유 세계의 무기고를 건설하자"이다. 자유는 폭정으로부터 자신을 방어할 힘이 필요하기 때문이다.
포럼 기간 동안 우크라이나 측은 외국 파트너와 20개의 문서를 체결했다. 여기에는 드론 생산, 장갑차 및 탄약 수리 및 생산에 대한 협정 및 양해각서가 포함된다. 협력 형식에는 공동 생산, 기술 교환, 부품 공급이 포함된다. 포럼의 중요한 행사 중 하나는 전 세계 무기 및 군사 장비 제조업체에 개방된 방위 산업 동맹의 창설이었다. 포럼이 마감될 때까지 19개국 38개 기업이 방위 산업 동맹에 가입했다. 포럼의 틀 내에서 우크라이나 파트너 국가 및 외국 방위 기업 대표들과의 양자 및 다자 회의가 열렸다.

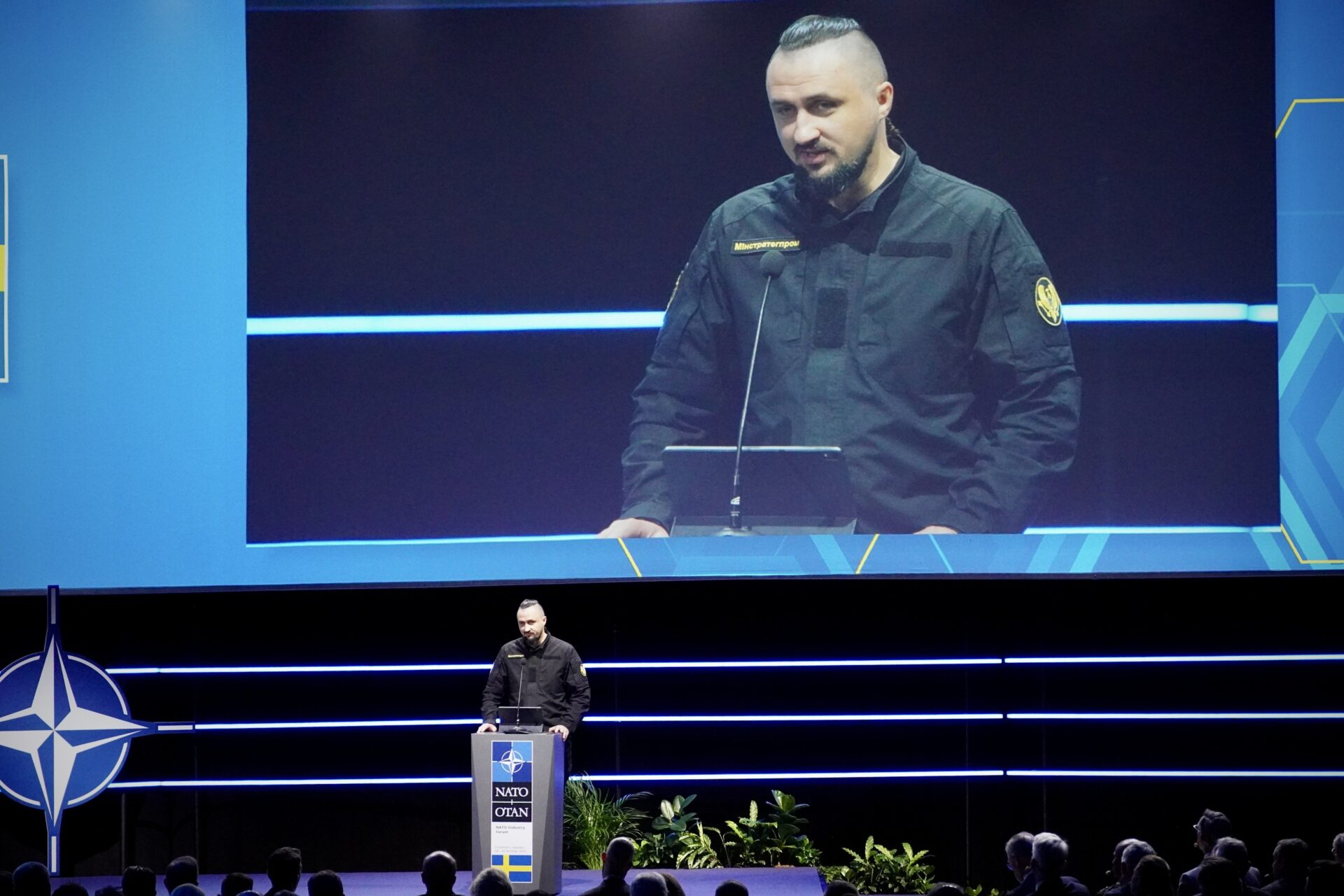
올렉산드르 카미신의 NATO 산업 포럼 연설 (스톡홀름, 스웨덴)

카미신은 또한 우크라이나 국방 산업에 대한 주제가 논의된 국제 행사에도 참석했다. 10월 25일, 그는 스톡홀름에서 열린 연례 NATO 산업 포럼에 참석했다. 그곳에서 그는 특히 우크라이나가 파트너와 경험을 공유할 준비가 되어 있으며 유지보수 및 수리, 연구 개발, 완전 규모 생산 분야에서 협력에 관심이 있다고 말했다.
8월 30일, 국제 방위 제조업체 BAE 시스템스는 무기 생산 분야에서 공동 프로젝트를 이행하기 위해 우크라이나에 사무소를 개설했다.
2023년 7월, 튀르키예 회사 바이카르가 우크라이나에 바이락타르 드론 제조 공장 건설을 시작했다는 사실이 알려졌다. 이는 실제 건설 프로젝트였으며, 문서 서명은 수 년이 걸렸고, 관료적 문제와 스캔들로 인해 과정이 여러 번 중단되었다.
우크라이나 국방 산업 주식회사와 독일 국방 기업 라인메탈은 합작 투자를 설립했다. 라인메탈 우크라이나 방위 산업 LLC(Rheinmetall Ukrainian defense industry LLC)는 독일과 우크라이나 국방 산업 지도자들이 설립한 회사로, 10월 18일에 등록되었다. 이는 UOP 참여 하에 외국 파트너와 설립된 첫 번째 합작 투자이다. 협력의 기반은 파트너가 우크라이나에 이전하는 장갑차의 유지보수 및 수리이다. 이 협력에는 우크라이나와 독일 전문가의 참여로 새로 설립된 기업을 기반으로 한 라인메탈 제품의 우크라이나 내 공동 생산 및 최신 무기 및 군사 장비 개발도 포함된다. 외국 파트너와의 합작 투자 설립은 국가 방위 산업 개혁이 변혁된 우크로보론프롬에 제공한 핵심 기회 중 하나이다.

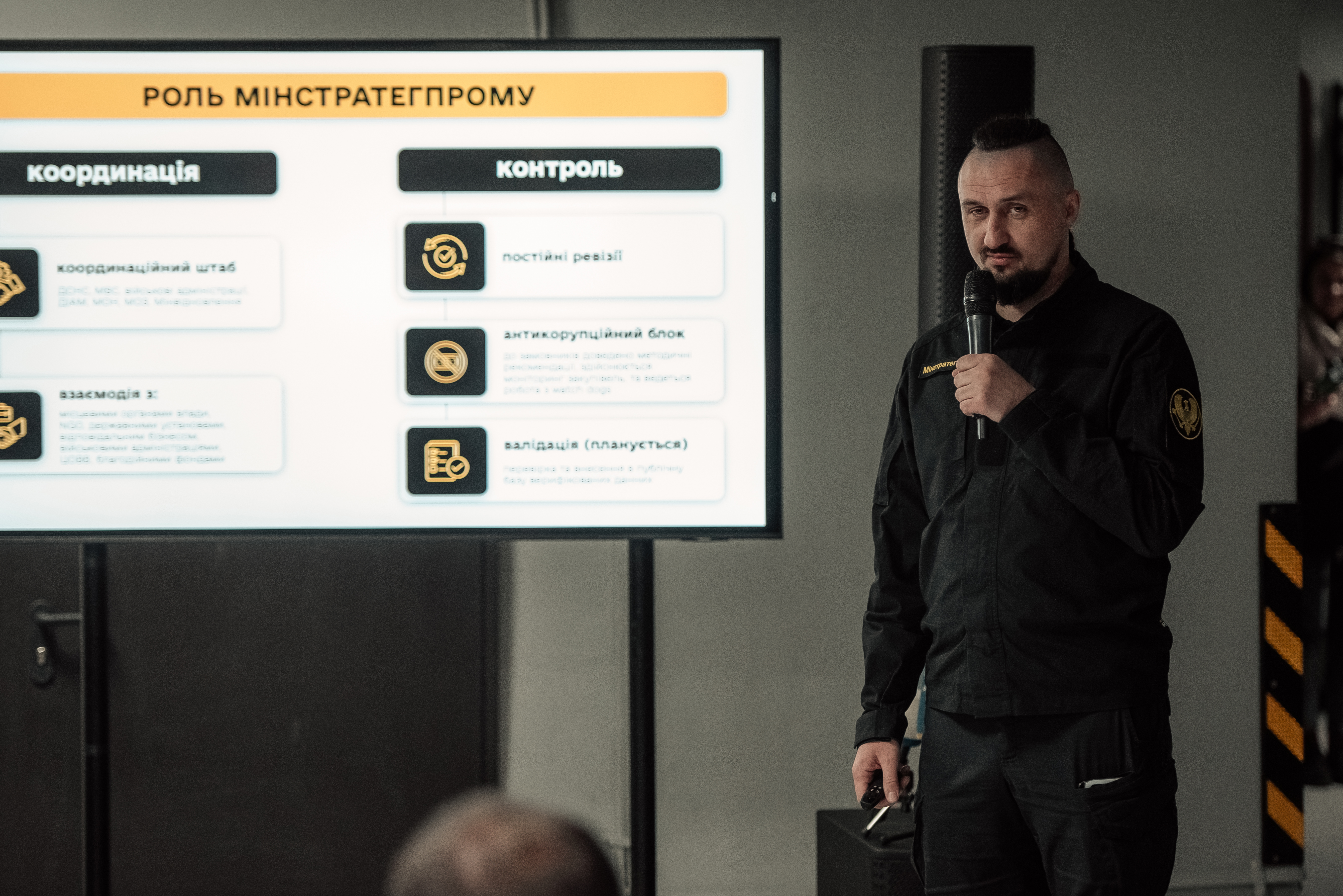
«철제 방공호»: 전략산업부가 우크라이나 방공호 개발 개념 발표

### 방공호
철제 방공호 개념 발표 중 카미신은 6월 27일 정부로부터 우크라이나의 방공호를 적절한 상태로 만드는 노력을 감독하고 조정하는 책임자로 임명되었다.
6월에 이 부처가 실시한 초기 감사 결과, 우크라이나의 민방위 방공호는 61,328개의 다양한 유형의 작동 중인 방공호로 구성되어 있으며, 이 중 상당수는 열악한 상태에 있는 것으로 나타났다. 이 이니셔티브가 시작된 지 4개월 만에 2,604개가 복원되었으며, 연말까지 추가로 2,956개의 방공호가 14억 흐리브냐의 비용으로 수리될 예정이다. 자금 출처는 지방 예산, 국고 보조금, 기부자 및 후원자가 포함된다.
10월 19일, 우크라이나 전략산업부는 키이우의 한 민간 방공호에서 범우크라이나 프로젝트 "철제 방공호" 발표회를 조직했다. 우크라이나 전 지역의 수리 작업 진행 상황은 발표회에서 공개된 철제 방공호 웹사이트에서 실시간으로 확인할 수 있다.
또한, 다양한 유형의 방공호 수리 및 배치 지침을 담은 매뉴얼이 발표되었다. 이 문서는 우크라이나에서 처음으로 다양한 측면을 다루고 전국 방공호에 대한 통일된 표준을 수립했다는 점에서 중요한 이정표가 된다.

## 가족
카미신은 결혼했으며 두 아들을 두고 있다.